# Liste des présidents de la République gabonaise
Pour un article plus général, voir Président de la République gabonaise.
Cet article dresse la liste des présidents de la République gabonaise depuis son indépendance de la France, en 1960.
Quatre personnes ont exercé la fonction depuis l'élection du premier titulaire Léon Mba en 1961. L'actuel titulaire est Brice Oligui Nguema depuis le 30 août 2023, à la suite de la prise du pouvoir des forces armées par le coup d'État de 2023. 

## Liste des présidents
| No                                                            | Portrait            | Titulaire (Naissance-mort)       | Élection    | Mandat            | Mandat                              | Mandat                      | Parti politique | Parti politique |
| No                                                            | Portrait            | Titulaire (Naissance-mort)       | Élection    | Début             | Fin                                 | Durée                       | Parti politique | Parti politique |
| ------------------------------------------------------------- | ------------------- | -------------------------------- | ----------- | ----------------- | ----------------------------------- | --------------------------- | --------------- | --------------- |
| 1                                                             | Léon Mba            | Léon Mba (1902-1967)             | 1961        | 12 février 1961   | 19 mars 1967                        | 6 ans, 9 mois et 15 jours   |                 | BDG             |
| 1                                                             | Léon Mba            | Léon Mba (1902-1967)             | 1967        | 19 mars 1967      | 27 novembre 1967 (mort en fonction) | 6 ans, 9 mois et 15 jours   |                 | BDG             |
| 2                                                             | Omar Bongo          | Omar Bongo (1935-2009)           | —           | 27 novembre 1967  | 25 février 1973                     | 41 ans, 6 mois et 12 jours  |                 | PDG             |
| 2                                                             | Omar Bongo          | Omar Bongo (1935-2009)           | 1973        | 25 février 1973   | 30 décembre 1979                    | 41 ans, 6 mois et 12 jours  |                 | PDG             |
| 2                                                             | Omar Bongo          | Omar Bongo (1935-2009)           | 1979        | 30 décembre 1979  | 9 novembre 1986                     | 41 ans, 6 mois et 12 jours  |                 | PDG             |
| 2                                                             | Omar Bongo          | Omar Bongo (1935-2009)           | 1986        | 9 novembre 1986   | 9 décembre 1993                     | 41 ans, 6 mois et 12 jours  |                 | PDG             |
| 2                                                             | Omar Bongo          | Omar Bongo (1935-2009)           | 1993        | 9 décembre 1993   | 6 décembre 1998                     | 41 ans, 6 mois et 12 jours  |                 | PDG             |
| 2                                                             | Omar Bongo          | Omar Bongo (1935-2009)           | 1998        | 6 décembre 1998   | 19 janvier 2006                     | 41 ans, 6 mois et 12 jours  |                 | PDG             |
| 2                                                             | Omar Bongo          | Omar Bongo (1935-2009)           | 2005        | 19 janvier 2006   | 8 juin 2009 (mort en fonction)      | 41 ans, 6 mois et 12 jours  |                 | PDG             |
| 3 Rose Rogombé assure l'intérim du 10 juin au 16 octobre 2009 |                     |                                  |             |                   |                                     |                             |                 |                 |
| 4                                                             | Ali Bongo           | Ali Bongo (né en 1959)           | 2009        | 16 octobre 2009   | 26 septembre 2016                   | 13 ans, 10 mois et 14 jours |                 | PDG             |
| 4                                                             | Ali Bongo           | Ali Bongo (né en 1959)           | 2016        | 26 septembre 2016 | 30 août 2023 (Coup d'État)          | 13 ans, 10 mois et 14 jours |                 | PDG             |
| 5                                                             | Brice Oligui Nguema | Brice Oligui Nguema (né en 1975) | Coup d'État | 30 août 2023      | 3 mai 2025                          | 1 an, 11 mois et 19 jours   |                 | Militaire/CTRI  |
| 5                                                             | Brice Oligui Nguema | Brice Oligui Nguema (né en 1975) | 2025        | 3 mai 2025        | en cours                            | 1 an, 11 mois et 19 jours   |                 | RdB             |

## Classement par durée de mandat
| Rang | Nom                          | En jours     | En années                   | N° | Dates       | Commentaire                                                  |
| ---- | ---------------------------- | ------------ | --------------------------- | -- | ----------- | ------------------------------------------------------------ |
| 1    | Omar Bongo                   | 15 164 jours | 41 ans, 6 mois et 6 jours   | 2  | 1967-2009   | Meurt en fonction (causes naturelles).                       |
| 2    | Ali Bongo                    | 5 066 jours  | 13 ans, 10 mois et 14 jours | 4  | 2009-2023   | Renversé par un coup d'État.                                 |
| 3    | Léon Mba                     | 2 479 jours  | 6 ans, 9 mois et 15 jours   | 1  | 1961-1967   | Meurt en fonction (causes naturelles).                       |
| 4    | Brice Clotaire Oligui Nguema | 713 jours    | 1 an, 11 mois et 13 jours   | 5  | depuis 2023 | Président de la Transition, puis président de la République. |
| 5    | Rose Rogombé                 | 128 jours    | 4 mois et 6 jours           | 3  | 2009-2009   | Présidente par intérim.                                      |